# Hofmeister-Reihe

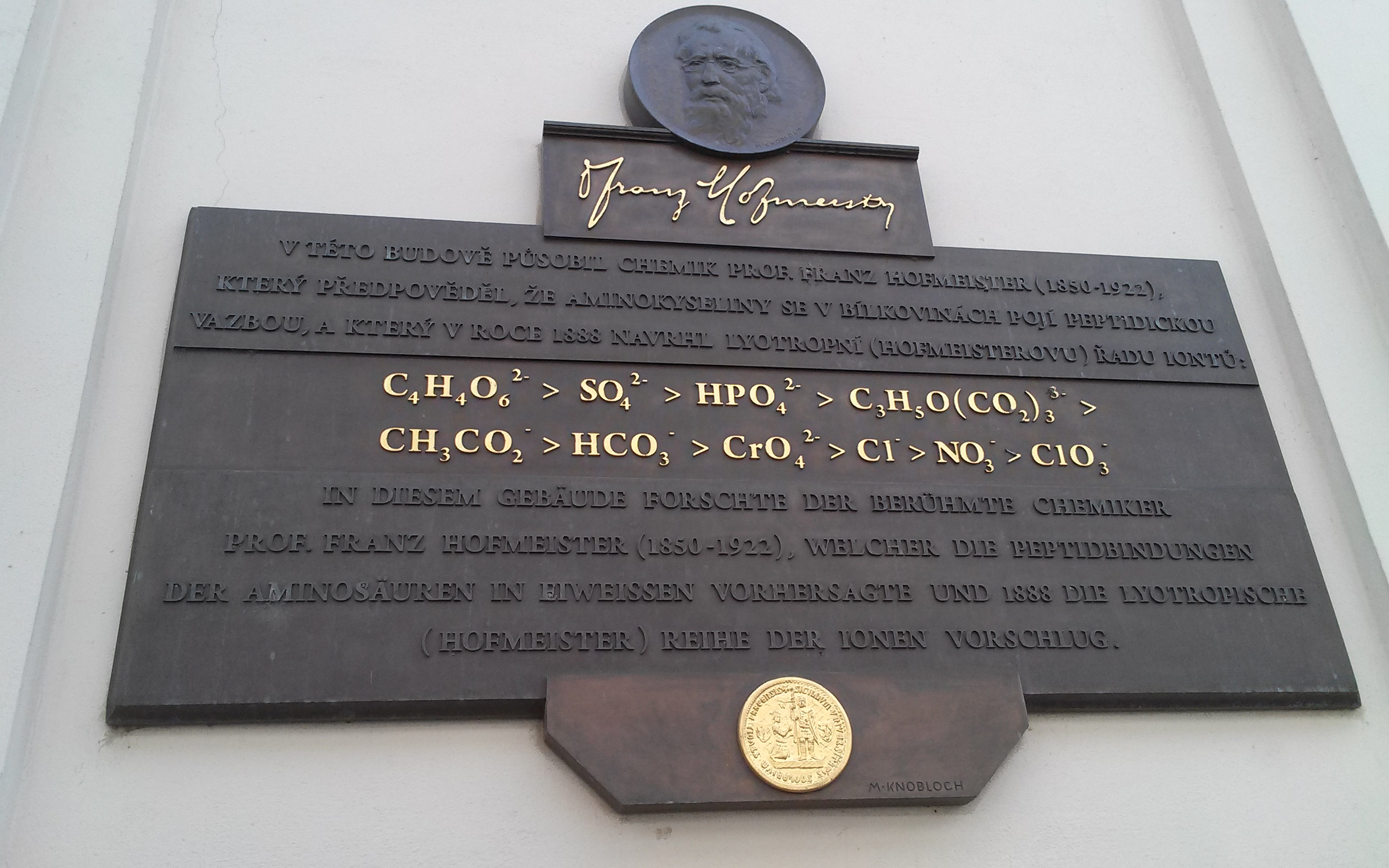
Gedenktafel für Franz Hofmeister in Prag

Die Hofmeister-Reihe (auch Hofmeister-Serie oder Lyotrope Serie) beschreibt die unterschiedlichen Fällungswirkungen von Salzen. Der Chemiker Franz Hofmeister untersuchte 1888 die proteinfällende Wirkung von Salzen und damit der in Wasser gelösten Ionen. Er fand dabei empirisch Ionen-Sequenzen, die die Stärke des Einflusses auf die in Wasser gelösten Biomoleküle charakterisiert.

## Lyotrope Serie
Die Hofmeister-Reihe dient zur Klassifikation der kosmotropen und chaotropen Wirkung von Ionen auf Makromoleküle in wässriger Lösung und wird im Folgenden für Anionen und Kationen angegeben:
Anionen:
{\displaystyle \mathrm {F^{-}\approx SO_{4}^{2-}<HPO_{4}^{2-}<CH_{3}COO^{-}<Cl^{-}<NO_{3}^{-}<Br^{-}} }{\displaystyle \mathrm {<ClO_{3}^{-}<I^{-}<ClO_{4}^{-}<SCN^{-}<Cl_{3}CCOO^{-}} }
Kationen:
{\displaystyle \mathrm {NH_{4}^{+}<K^{+}<Na^{+}<Li^{+}<Mg^{2+}<Ca^{2+}<Guanidinium^{+}} }
In den gegebenen Hofmeister-Reihen nimmt die chaotrope, d. h. strukturbrechende Wirkung der genannten Ionen von links nach rechts zu.
Die weiter links stehenden (antichao- oder kosmotropen) Ionen wirken hingegen als strukturerhaltende, schonende Fällungsmittel.
Sie verstärken die hydrophoben Effekte in wässrigen Proteinlösungen und fördern dadurch Proteinaggregationen über hydrophobe Wechselwirkungen.  Dies führt zum Ausfall von Proteinen unter weitgehender Erhaltung der Tertiärstruktur. Man nutzt diesen Sachverhalt beim Aussalzen aus.
Die weiter rechts stehenden (chaotropen) Ionen führen zur denaturierenden Fällung von Proteinen. Die chaotrope Wirkung ist mechanistisch nicht abschließend geklärt. Vermutlich erfolgt die Reduzierung der hydrophoben Wechselwirkungen durch Erhöhung der Unordnung der umgebenden Wassermoleküle zueinander. Die Viskosität des Wassers nimmt dabei ab. Die chaotropen Salze erhöhen die Löslichkeit von hydrophoben Molekülen in Wasser und man spricht von Einsalzen.
Ein Beispiel: Wasser und fette Öle mischen sich nicht. Die Flüssigkeiten bleiben als Folge des hydrophoben Effekts voneinander getrennt. Diesen Effekt mindern chaotrope Salze. Sie stören die hydrophoben Kräfte, die die Proteine in ihrer tertiären bzw. quartären Struktur halten und denaturieren sie.
Chaotrope Salze heben die strikte Trennung von Wasser und Fetten auf, sie „stabilisieren“ hydrophobe Teilchen oder hydrophobe Molekülgruppen in Wasser. NMR-Relaxations-Studien
zeigten, dass  sich z. B. große chaotrope Anionen, wie Bromid (Br−) und Iodid (I−) an hydrophobe Teilchen oder Molekülgruppen anlagern und so polare Stellen auf deren Oberfläche entstehen, welche dann das molekulare Gesamtsystem im Wasser besser löslich macht und den Einsalzeffekt bewirkt.
Theoretisch ist die Hofmeister-Reihe noch nicht vollständig verstanden; die wesentlichen Effekte beruhen auf einem sehr komplexen Zusammenspiel von Wechselwirkungen zwischen den Ionen, dem Lösungsmittel Wasser und den gelösten organischen Molekülen.
Auffallend ist, dass die chaotrope Wirkung bei einatomigen Anionen mit dem Ionenradius zunimmt, wohingegen sie bei einatomigen Kationen abnimmt.
Experimentell wurde auch gefunden, dass die Hofmeister-Reihe nicht nur bei in Wasser gelösten Makromolekülen gültig ist, sondern auch bei kleinen unpolaren Teilchen oder Molekülgruppen die Ionenwirkung auf hydrophobe Effekte beschreibt.

## Anwendungen
Chemiker benutzen in der Praxis als chaotrope Salze häufig Perchlorate, Thiocyanate oder Bariumsalze. Als Anwendung der Kenntnisse aus der Hofmeister-Reihe ist die Proteinreinigung zu nennen, genauso wie diese Erkenntnisse in der biochemischen Analytik, nämlich in der Hydrophoben Interaktionschromatographie eine wichtige Rolle spielen. In der Medizin sind die Hofmeister-Reihen auch für die Diuresewirkung von Bedeutung.
Das Aussalzen von Glycerol durch Natriumchlorid wird bei der Seifenherstellung eingesetzt und ist damit neben dem Ausfällen von Tofu mit Gips eine der ältesten technischen Anwendungen der Fällung.
Proteine werden häufig durch eine Ammoniumsulfat-Fällung konzentriert. In der Biochemie wird Guanidiniumthiocyanat zur denaturierenden Solubilisierung von hydrophoben Proteinen eingesetzt, beispielsweise bei der Aufreinigung von DNA oder RNA.
Von Salzeffekten verspricht man sich auch Ansätze zur Therapie von Proteinfehlfaltungserkrankungen wie die Alzheimer-Krankheit, Amyotrophe Lateralsklerose, BSE und ähnliche Krankheiten, wo Aggregate von Proteinen eine bedeutende Rolle spielen. Es gelang z. B. mittels Zugabe bestimmter Salze, Proteinklumpen aufzulösen. In einer Studie zur selben Problematik wurde festgestellt, dass antichaotrope Salze (z. B. Ammoniumsulfat), die zur Fällung von Proteinen in einer Lösung benutzt wurden, in der Folge zur Denaturierung von hochmolekularen Metalloproteinen in der gleichen Lösung führen können. Die Stabilität der Metallion-Proteinbindung, die ebenfalls Einfluss auf die Eigenschaften eines Metalloproteins in Lösung hat, spiegelt sich hierbei in der Irving-Williams-Reihe wider.